# Inge Kellerová
Ingeborg „Inge“ Kellerová (nepřechýleně Keller, 15. prosince 1923 Berlín – 6. února 2017 tamtéž) byla německá divadelní herečka, významná svým působením v Německé demokratické republice i později ve sjednoceném Německu.

## Život a dílo
Narodila se v roce 1923 v Berlíně jako dcera továrníka. Roku 1952 se vdala za Karla-Eduarda von Schnitzlera, s nímž měla dceru, herečku Barbaru Schnitzlerovou.
Mezinárodně ji proslavily až filmy natočené v roce 1999: Aimee a Jaguár nominovaný na Zlatý glóbus za nejlepší cizojazyčný film a Lola und Bilidikid, který vyhrál cenu na Mezinárodním filmovém festivalu v Antalyi.
Zemřela v roce 2017 ve věku 93 let v domě s pečovatelkou službou.